# Marijash
Marijash (serbiska: Marijaš, Маријаш, Bogdaš, Богдаш) är ett berg i Kosovo. Det ligger i den västra delen av landet, 90 km väster om huvudstaden Priština. Toppen på Marijash är 2 533 meter över havet, eller 525 meter över den omgivande terrängen. Bredden vid basen är 11,4 km.
Terrängen runt Marijash är bergig åt nordost, men åt sydväst är den kuperad. Runt Marijash är det ganska tätbefolkat, med 222 invånare per kvadratkilometer. Närmaste större samhälle är Pejë, 16,0 km öster om Marijash. I omgivningarna runt Marijash växer i huvudsak blandskog.